# Погрешен завой 6: Последно убежище
„Погрешен завой 6: Последно убежище“ (на английски: Wrong Turn 6: Last Resort) е американски филм на ужасите от 2014 г.
Издаден е на DVD. Снимките на филма протичат в България.

## Сюжет
Внимание:  Текстът по-долу разкрива сюжета на произведението (или части от него)!
Дани открива отдавна изгубеното си семейството в Хоб Спрингс, забравен курорт дълбоко в горите на Западна Вирджиния. Дани избира семейството пред приятелите си, които са убити един по един. Накрая на филма Дани прави секс със Сали и оставя приятелите си да умрат.

## Актьорски състав
- Антъни Илот – Дани
- Крис Джервис – Джексън
- Акила Зол – Тони
- Сейди Кац – Сали
- Радослав Първанов – Три пръста
- Асен Асенов – Едно око
- Данко Йорданов – Зъб трион